# Uczelniany Koszykarz Roku Konferencji Atlantic Coast NCAA

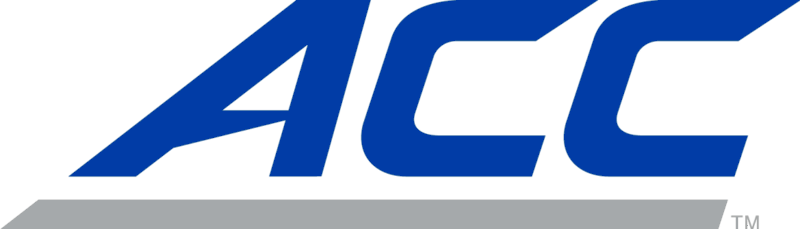
Logo konferencji.

Uczelniany Koszykarz Roku Konferencji Atlantic Coast NCAA – (oficjalna nazwa: Atlantic Coast Conference (ACC) Men's Basketball Player of the Year) – koszykarska nagroda przyznawana corocznie, od sezonu 1953/54, najlepszemu koszykarzowi konferencji Atlantic Coast NCAA przez Atlantic Coast Sports Media Association. Od rozgrywek 2012–13 przyznawana jest osobno nagroda, od trenerów konferencji. Jej pierwszym laureatem został Dickie Hemric z Wake Forest, pierwszym zwycięzcą nagrody od trenerów został w 2013 roku Shane Larkin z Miami.
Dwóch zawodników otrzymało nagrodę trzykrotnie, byli to: David Thompson z North Carolina State oraz Ralph Sampson z Virginia. Hemric, Len Chappell, Larry Miller, John Roche, Len Bias, Danny Ferry, Tim Duncan i J.J. Redick zdobywali ją dwukrotnie. Dwukrotnie w historii w wyniku remisu w głosowaniu, otrzymywało ją dwóch zawodników, podczas tych samych rozgrywek. W 2001 roku byli Joseph Forte z North Carolina i Shane Battier z Duke, a w 2013 Erick Green z Virginia Tech i Shane Larkin. Green i Larkin współdzielili nagrodę w pierwszym sezonie przyznawania jej także poprzez głosowanie trenerów konferencji. Media wybrały wtedy Greena jako laureata, natomiast trenerzy Larkina.
Dwunastu laureatów otrzymało w tym samym sezonie tytuł Zawodnika Roku NCAA im. Naismitha lub Woodena. Najbardziej utytułowanym zawodnikiem jest Tyler Hansbrough z Północnej Karoliny, gracz sezonu NCAA z 2008 roku. Zdobył wtedy prawie każdą statuetkę dla najlepszego gracza ligi akademickiej. Najwięcej laureatów nagrody miała w swoich szeregach uczelnia Duke – 15. Zawodnicy pięciu uczelni ACC nigdy nie zdobyli tytułu, były to: Florida State, Louisville, Notre Dame, Pittsburgh, Syracuse. Wśród tych uczelni Florida State dołączyła do ACC przed 2013 rokiem. 

## Laureaci

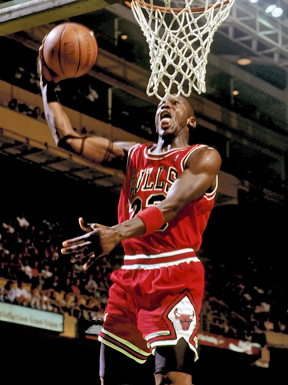
Michael Jordan zdobył nagrodę w 1984 roku jako junior.

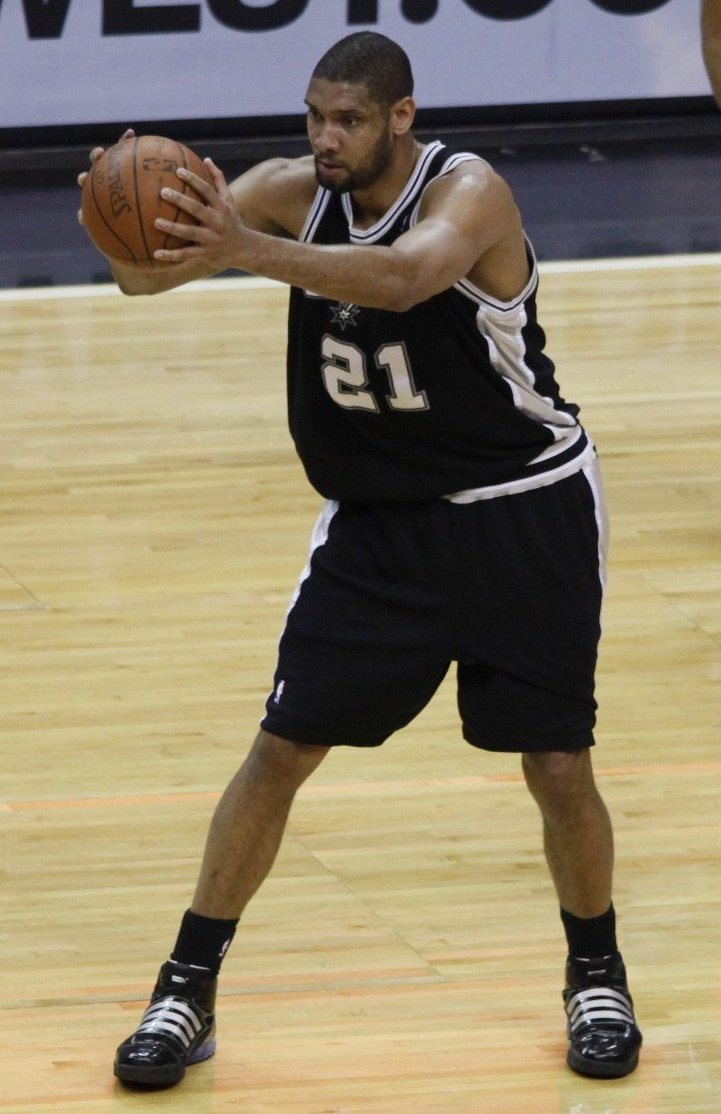
Reprezentujący Wake Forest Tim Duncan został zwycięzcą w 1996 i 1997 roku.

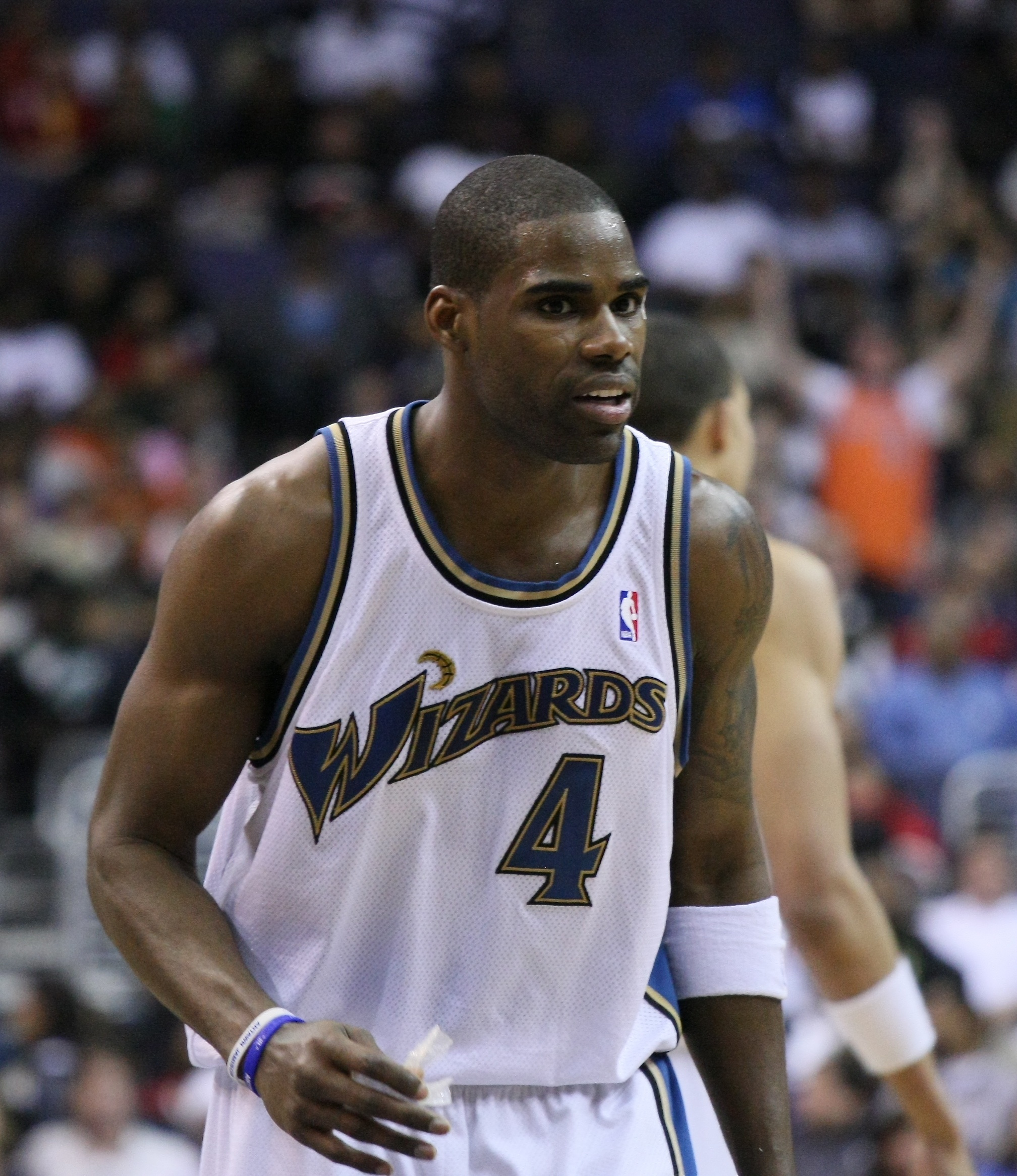
Antawn Jamison, laureat nagrody z 1998 roku.

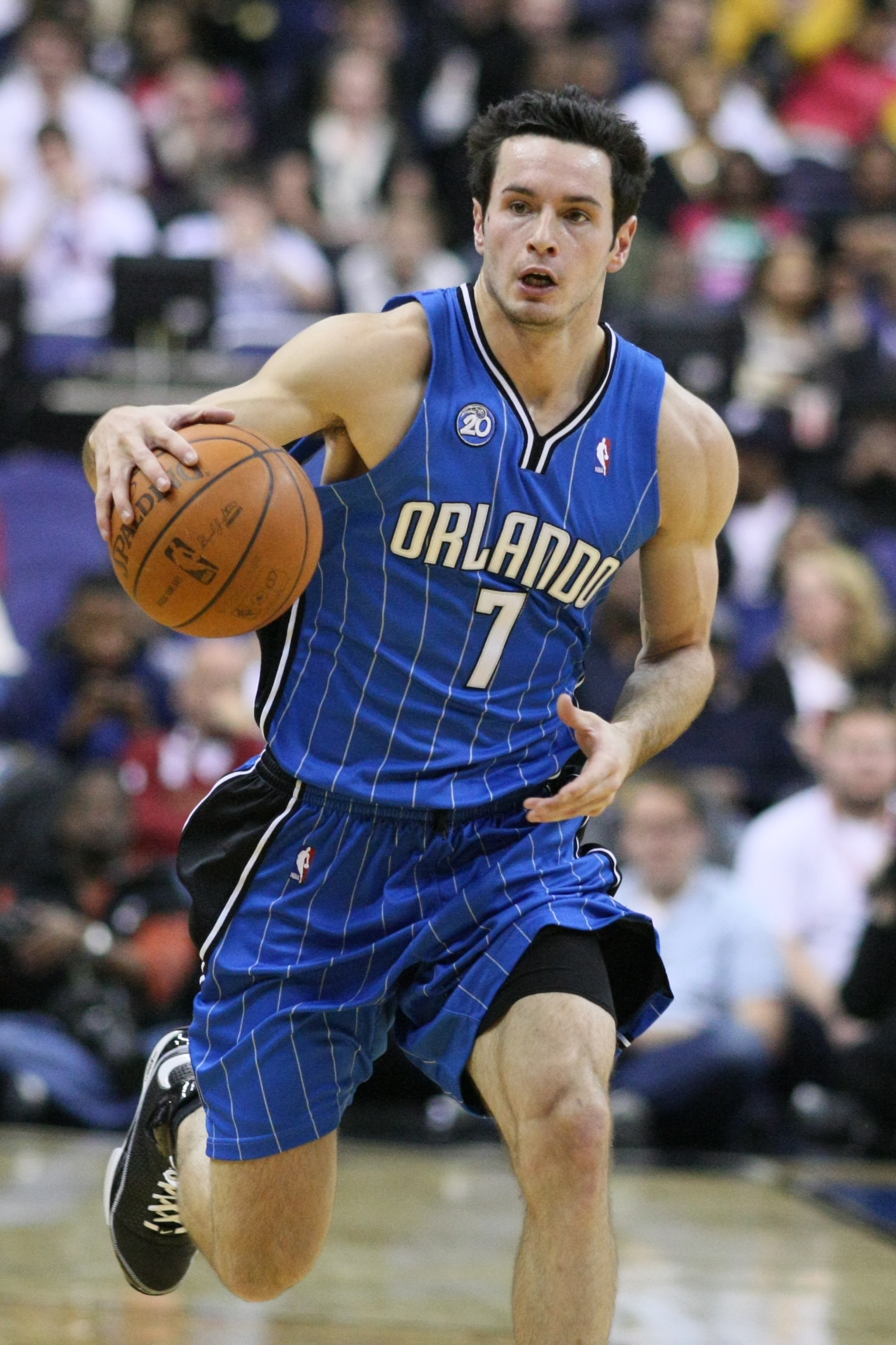
2-krotny zwycięzca J.J. Redick uzyskał ją w latach 2005–2006, jako gracz Duke.

|              | Zawodnicy współdzielący nagrodę |
| *            | Zawodnik nagrodzony tytułem zawodnika roku NCAA: według Helms Foundation (1904–05 do 1978–79) według United Press International (1954–55 do 1995–96) im. Naismitha (od 1968–69) im. Woodena (od 1976–77) |
| M            | Wybór mediów (od 2013) |
| C            | Wybór trenerów (od 2013) |
| Zawodnik (X) | Cyfra w nawiasie oznacza zawodnika, który otrzymał nagrodę więcej niż jeden raz. |
| Freshman     | Zawodnik pierwszego roku |
| Sophomore    | Zawodnik drugiego roku |
| Junior       | Zawodnik trzeciego roku |
| Senior       | Zawodnik ostatniego roku |

| Sezon   | Zawodnik            | Uczelnia       | Poz.    | Status    | Przyp.        |
| ------- | ------------------- | -------------- | ------- | --------- | ------------- |
| 1953–54 | Dickie Hemric       | Wake Forest    | C       | Junior    | [ 1 ]         |
| 1954–55 | Dickie Hemric (2)   | Wake Forest    | C       | Senior    | [ 1 ]         |
| 1955–56 | Ronnie Shavlik      | NC State       | C       | Senior    | [ 6 ]         |
| 1956–57 | Lennie Rosenbluth*  | North Carolina | PF      | Senior    | [ 7 ]         |
| 1957–58 | Pete Brennan        | North Carolina | SF      | Senior    | [ 7 ]         |
| 1958–59 | Lou Pucillo         | NC State       | PG      | Senior    | [ 6 ]         |
| 1959–60 | Lee Shaffer         | North Carolina | PF / C  | Senior    | [ 7 ]         |
| 1960–61 | Len Chappell        | Wake Forest    | PF / C  | Junior    | [ 8 ]         |
| 1961–62 | Len Chappell (2)    | Wake Forest    | PF / C  | Senior    | [ 8 ]         |
| 1962–63 | Art Heyman*         | Duke           | SG / SF | Senior    | [ 9 ]         |
| 1963–64 | Jeff Mullins        | Duke           | SF      | Senior    | [ 9 ]         |
| 1964–65 | Billy Cunningham    | North Carolina | G / F   | Senior    | [ 7 ]         |
| 1965–66 | Steve Vacendak      | Duke           | PG      | Senior    | [ 9 ]         |
| 1966–67 | Larry Miller        | North Carolina | SG      | Junior    | [ 7 ]         |
| 1967–68 | Larry Miller (2)    | North Carolina | SG      | Senior    | [ 7 ]         |
| 1968–69 | John Roche          | South Carolina | PG / SG | Sophomore | [ 10 ]        |
| 1969–70 | John Roche (2)      | South Carolina | PG / SG | Junior    | [ 10 ]        |
| 1970–71 | Charlie Davis       | Wake Forest    | G       | Senior    | [ 11 ]        |
| 1971–72 | Barry Parkhill      | Virginia       | SG      | Junior    | [ 12 ]        |
| 1972–73 | David Thompson      | NC State       | SG / SF | Sophomore | [ 6 ]         |
| 1973–74 | David Thompson (2)  | NC State       | SG / SF | Junior    | [ 6 ]         |
| 1974–75 | David Thompson* (3) | NC State       | SG / SF | Senior    | [ 6 ]         |
| 1975–76 | Mitch Kupchak       | North Carolina | PF      | Senior    | [ 7 ]         |
| 1976–77 | Rod Griffin         | Wake Forest    | PF      | Junior    | [ 13 ]        |
| 1977–78 | Phil Ford*          | North Carolina | PG      | Senior    | [ 7 ]         |
| 1978–79 | Mike Gminski        | Duke           | C       | Junior    | [ 9 ]         |
| 1979–80 | Albert King         | Maryland       | G / F   | Junior    | [ 14 ]        |
| 1980–81 | Ralph Sampson*      | Virginia       | C       | Sophomore | [ 3 ]         |
| 1981–82 | Ralph Sampson* (2)  | Virginia       | C       | Junior    | [ 3 ]         |
| 1982–83 | Ralph Sampson* (3)  | Virginia       | C       | Senior    | [ 3 ]         |
| 1983–84 | Michael Jordan*     | North Carolina | SG      | Junior    | [ 7 ]         |
| 1984–85 | Len Bias            | Maryland       | SF      | Junior    | [ 14 ]        |
| 1985–86 | Len Bias (2)        | Maryland       | SF      | Senior    | [ 14 ]        |
| 1986–87 | Horace Grant        | Clemson        | PF      | Senior    | [ 13 ]        |
| 1987–88 | Danny Ferry         | Duke           | C       | Junior    | [ 9 ]         |
| 1988–89 | Danny Ferry* (2)    | Duke           | C       | Senior    | [ 9 ]         |
| 1989–90 | Dennis Scott        | Georgia Tech   | SF      | Junior    | [ 13 ]        |
| 1990–91 | Rodney Monroe       | NC State       | SG      | Senior    | [ 6 ]         |
| 1991–92 | Christian Laettner* | Duke           | C       | Senior    | [ 9 ]         |
| 1992–93 | Rodney Rogers       | Wake Forest    | SF / G  | Junior    | [ 13 ]        |
| 1993–94 | Grant Hill          | Duke           | SG / SF | Senior    | [ 3 ] [ 9 ]   |
| 1994–95 | Joe Smith*          | Maryland       | PF      | Sophomore | [ 14 ]        |
| 1995–96 | Tim Duncan          | Wake Forest    | C       | Junior    | [ 3 ]         |
| 1996–97 | Tim Duncan* (2)     | Wake Forest    | C       | Senior    | [ 3 ]         |
| 1997–98 | Antawn Jamison*     | North Carolina | PF      | Junior    | [ 7 ]         |
| 1998–99 | Elton Brand*        | Duke           | C       | Sophomore | [ 15 ]        |
| 1999–00 | Chris Carrawell     | Duke           | SG / SF | Senior    | [ 9 ]         |
| 2000–01 | Shane Battier*      | Duke           | SF      | Senior    | [ 4 ] [ 9 ]   |
| 2000–01 | Joseph Forte        | North Carolina | SG      | Sophomore | [ 4 ] [ 7 ]   |
| 2001–02 | Juan Dixon          | Maryland       | SG      | Senior    | [ 14 ]        |
| 2002–03 | Josh Howard         | Wake Forest    | SF      | Senior    | [ 16 ]        |
| 2003–04 | Julius Hodge        | NC State       | G/F     | Junior    | [ 6 ] [ 17 ]  |
| 2004–05 | J.J. Redick         | Duke           | SG      | Junior    | [ 9 ] [ 18 ]  |
| 2005–06 | J.J. Redick* (2)    | Duke           | SG      | Senior    | [ 18 ]        |
| 2006–07 | Jared Dudley        | Boston College | SF      | Senior    | [ 19 ]        |
| 2007–08 | Tyler Hansbrough*   | North Carolina | PF      | Junior    | [ 7 ] [ 20 ]  |
| 2008–09 | Ty Lawson           | North Carolina | PG      | Junior    | [ 7 ] [ 21 ]  |
| 2009–10 | Greivis Vasquez     | Maryland       | PG      | Senior    | [ 22 ]        |
| 2010–11 | Nolan Smith         | Duke           | PG      | Senior    | [ 23 ]        |
| 2011–12 | Tyler Zeller        | North Carolina | C       | Senior    | [ 24 ]        |
| 2012–13 | Erick GreenM        | Virginia Tech  | PG      | Senior    | [ 5 ]         |
| 2012–13 | Shane LarkinC       | Miami          | PG      | Sophomore | [ 2 ]         |
| 2013–14 | T.J. Warren         | NC State       | SF      | Sophomore | [ 25 ] [ 26 ] |
| 2014–15 | Jahlil Okafor       | Duke           | C       | Freshman  | [ 27 ] [ 28 ] |
| 2015–16 | Malcolm Brogdon     | Virginia       | SG      | Senior    | [ 29 ] [ 30 ] |
| 2016–17 | Justin Jackson      | North Carolina | SF      | Junior    | [ 31 ]        |

## Zwycięzcy według uczelni
| Uczelnia (rok dołączenia) | Zwycięzcy | Lata                                                                                     |
| ------------------------- | --------- | ---------------------------------------------------------------------------------------- |
| Duke (1953)               | 15        | 1963, 1964, 1966, 1979, 1988, 1989, 1992, 1994, 1999, 2000, 2001, 2005, 2006, 2011, 2015 |
| North Carolina (1953)     | 15        | 1957, 1958, 1960, 1965, 1967, 1968, 1976, 1978, 1984, 1998, 2001, 2008, 2009, 2012, 2017 |
| Wake Forest (1953)        | 10        | 1954, 1955, 1961, 1962, 1971, 1977, 1993, 1996, 1997, 2003                               |
| NC State (1953)           | 8         | 1956, 1959, 1973, 1974, 1975, 1991, 2004, 2014                                           |
| Maryland (1953)           | 6         | 1980, 1985, 1986, 1995, 2002, 2010                                                       |
| Virginia (1953)           | 5         | 1972, 1981, 1982, 1983, 2016                                                             |
| South Carolina (1953)     | 2         | 1969, 1970                                                                               |
| Boston College (2005)     | 1         | 2007                                                                                     |
| Clemson (1953)            | 1         | 1987                                                                                     |
| Georgia Tech (1978)       | 1         | 1990                                                                                     |
| Miami (2004)              | 1         | 2013                                                                                     |
| Virginia Tech (2004)      | 1         | 2013                                                                                     |
| Florida State (1991)      | 0         | —                                                                                        |
| Louisville (2014)         | 0         | —                                                                                        |
| Notre Dame (2013)         | 0         | —                                                                                        |
| Pittsburgh (2013)         | 0         | —                                                                                        |
| Syracuse (2013)           | 0         | —                                                                                        |